# Colmenar de Oreja

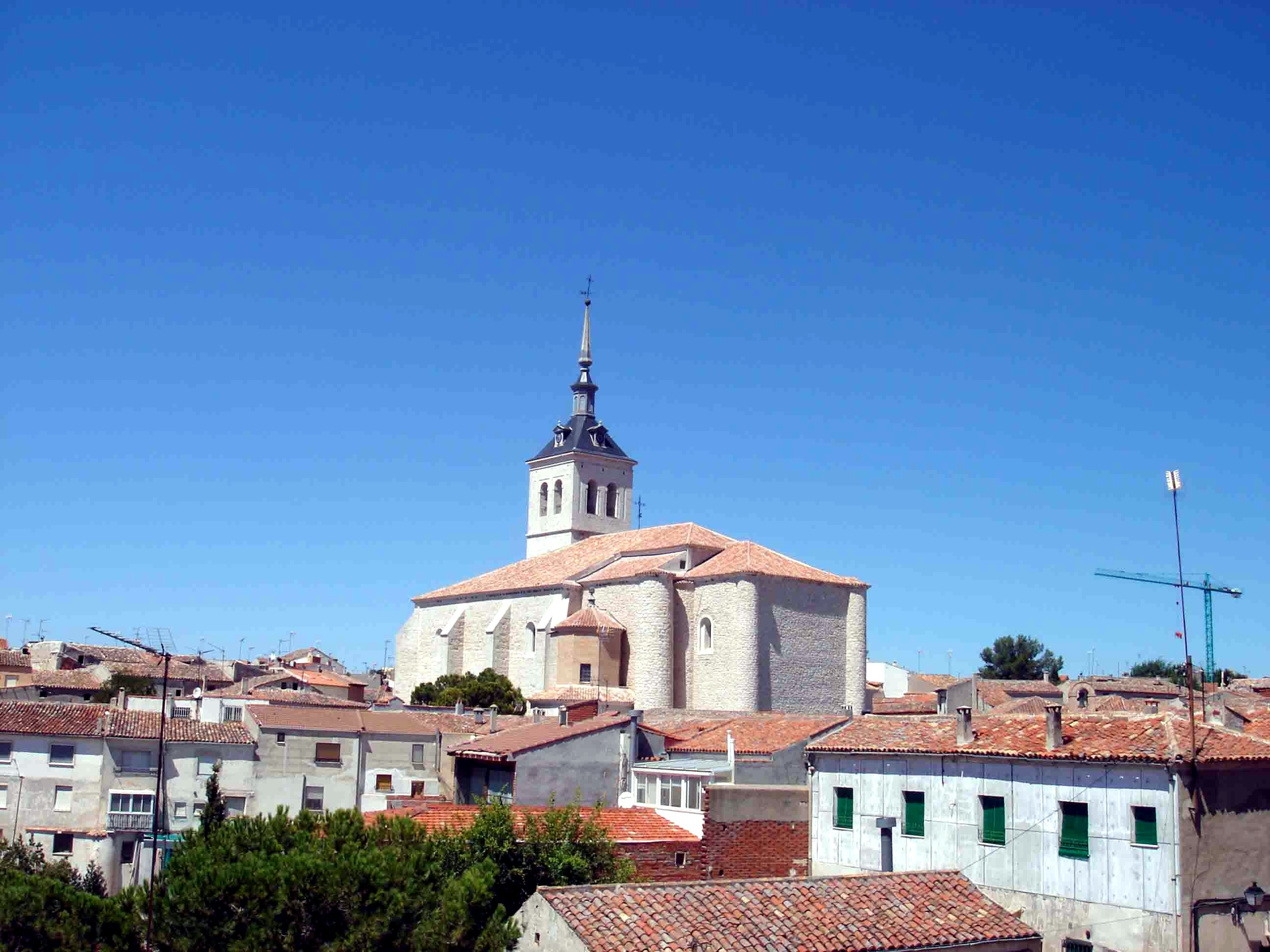
Gezicht op Colmenar de Oreja

Colmenar de Oreja is een gemeente in de Spaanse provincie en regio Madrid met een oppervlakte van 114 km². Colmenar de Oreja telt 7.946 inwoners (1 januari 2016).

## Demografische ontwikkeling
Bron: INE, 1857-2011: volkstellingen